# Златин Ангелски
Златин Митрев Ангелски е български възрожденски деец и общественик от Македония.

## Биография
Златин Ангелски е роден в сборното село Игуменец в Огражден около 1837 година. Работи като папукчия в Петрич и бързо се издига като един от ръководителите на кундуро-папукчийския еснаф. Става хаджия. Хаджи Златин е един от водачите на движението на българите в Петричко за църковна независимост и присъединяване към Българската екзархия.
От 1892 година Ангелски е член на Петричката българската община, а до края на османското управление в Пиринска Македония в 1912 година е представител на българите в меджлиса в града. По време на Горноджумайското въстание от 26 септември до 8 октомври 1902 година е задържан от властите в местния затвор, заедно с общинския председател свещеник Александър Попзахариев и други общинари и градски първенци. При освобождението на Петрич по време на Балканската война през октомври 1912 година е избран в първата българска местна власт за съветник.
Хаджи Златин умира в 1914 година в Петрич.
Негов внук е първият кмет на Петрич през 1912 година – Михо Попов.